# KM21
KM21 (voorheen GEM) is een museum voor hedendaagse kunst in Den Haag.
KM21 is in 2002 opgezet door het Kunstmuseum Den Haag en vertegenwoordigt de afdeling hedendaagse beeldende kunst van dit museum. Het werd gevestigd in de hiervoor gerenoveerde Schamhartvleugel naast het Kunstmuseum en deelt dit gebouw met het Fotomuseum Den Haag, waarmee het ook zijn museumrestaurant GEMber en entree deelt.
In 2016 is de tentoonstellingsruimte van KM21 gehalveerd om meer ruimte te geven aan het fotomuseum.
KM21 richt zich met exposities op een groep van vooral jonge aanstormende kunstenaars. KM21 volgt de ontwikkelingen in de actuele beeldende kunst op nationaal en internationaal niveau. Van (video)installaties, schilder- en beeldhouwkunst tot film, fotografie en tekeningen, alle disciplines komen daarbij aan bod.

## The Vincent Award
In KM21 werd de eerste versie van de The Vincent Award onder regie van het Kunstmuseum georganiseerd. In deze tweejaarlijkse tentoonstelling wordt een door een jury geselecteerde groep Europese topkunstenaars gepresenteerd. (2014)

## Historisch overzicht tentoonstellingen

### 2013
- 12 januari t/m 24 februari: KABK - Now or Never #2;
- 16 maart t/m 25 augustus: Ja Natuurlijk, hoe kunst de wereld redt;
- 14 september t/m 26 januari 2014: Cartooning for Peace;
- 14 september t/m 27 oktober: Photo Academy Award 2013;
- 14 september t/m 19 januari 2014: Presenting The Vincent - The Monique Zajfen Collection;
- 2 november t/m 19 januari 2014: Frans Zwartjes - The Holy Family;

### 2014
- 1 februari t/m 4 mei: Daan van Golden - Reflecties;
- 1 februari t/m 4 mei: Jacco Olivier - Cycle;
- 12 april t/m 7 september: Johan Nieuwenhuize - IMG;
- 17 mei t/m 24 augustus: Ik ben G.S. 3, The Killer van Den Haag - een tentoonstelling van Marcel van Eeden;
- 17 mei t/m 24 augustus: Machiel Botman;
- 6 september t/m 1 februari 2015: The Vincent Award 2014;
- 13 september t/m 16 november: UNEARTH;
- 22 november t/m 14 december: Dirk de Herder;
- 20 december t/m 25 mei 2015: Tryntsje Nauta - Oranjekoek;

### 2015
- 14 februari t/m 7 juni: Charles Avery - What’s The Matter With Idealism?;
- 14 februari t/m 7 juni: Jana Gunstheimer - Mental Duals;
- 20 juni t/m 18 oktober: Mark Bradford;
- 20 juni t/m 18 oktober: Mark van Overeem - A Wish In Return;
- 31 oktober t/m 17 januari 2016: Jason Akira Somma;
- 31 oktober t/m 17 januari 2016: KABK - Now or Never #3;

### 2016
- 30 januari t/m 1 mei: Fransje Killaars - Textile Color Fields;
- 30 januari t/m 1 mei: Aukje Koks - Pure Positive Energy;
- 14 mei t/m 4 september: Nick van Woert - Violence;
- 14 mei t/m 4 september: Ante Timmermans - O0;
- 17 december t/m 9 april 2017: Sol LeWitt - A Tribute;

### 2017
- 22 april t/m 20 augustus: Folkert de Jong - Weird Science;
- 2 september t/m 21 januari 2018: Maaike Schoorel - Londen | New York | Rome | Amsterdam;

### 2018
- 27 januari t/m 18 maart: KABK - Now or Never #4;
- 21 maart t/m 17 juni: Thorsten Brinkmann - Life is funny, my deer;
- 30 juni t/m 14 oktober: Geluidsgolven - Dick Raaijmakers en Sonologie;
- 27 oktober t/m 17 februari 2019: Shirin Neshat - Poetry in Motion;

### 2019
- 2 maart t/m 2 juni: Helen Dowling - Stranger on display;
- 15 juni t/m 13 oktober: Een ongewone wandeling - Sporen van Krijn Giezen;
- 26 oktober t/m 16 februari 2020: Emma Talbot - Sirenen uit de diepte / Sounders of the depths;

### 2020
- 6 juni 2020 t/m 8 november: Kati Heck - Hauruck d'Orange;
- 11 november t/m 5 april 2021: Lisa Brice - Smoke & Mirrors;

### 2021
- 17 april t/m 15 augustus: Mickey Yang - Upaya; Multi-disciplinaire totaalinstallatie over de Westerse interpretatie van Oosterse spiritualiteit;
- 28 augustus t/m 28 november: Caroline Walker - Windows, Grootschalige doeken en intieme scènes;
- 11 december t/m 17 april 2022: Oscar Murillo - Krachtige totaalinstallaties waarin meerdere kunstdisciplines samenkomen;

### 2022
- 14 mei t/m 21 augustus: Tala Madani;
- 3 september t/m 4 december: Moshekwa Langa - Omweg;
- 17 december t/m 23 april 2023: Basim Magdy - Een alligator in de wolken;

### 2023
- 6 mei t/m 8 oktober: Samara Scott - Discordia;
- 21 oktober t/m 28 januari 2024: Tai Shani - Our Hieromantic Objects of Love;

### 2024
- 10 februari t/m 9 juni: Carla Klein;
- 22 juni t/m 20 oktober; Pamela Phatsi–Mo Sunstrum - The Gods and The Underdogs;
- 2 november t/m 9 maart 2025; Parallel Bones - Magali Reus x T.A.C. Colenbrander;

### 2025
- 22 maart t/m 29 juni; Mohammed Sami;
- 12 juli t/m 16 november; Cups of Memory, building monuments through rituals; Arna Mačkić & Aida Šehović;